# Демократическое действие
Демократическое действие (исп. Acción Democrática, AD) — левоцентристская политическая партия Венесуэлы, основанная 13 сентября 1941 года. Официальным цветом партии считается белый, благодаря чему её неофициальное название — «Белая партия» (исп. Partido Blanco). Также известна как Народная партия (исп. Partido del Pueblo), Великая партия (исп. Partido Grande) или Социал-демократическая партия Венесуэлы (исп. Partido Socialdemócrata de Venezuela). Член Социнтерна и COPPPAL.
Партия Демократическое действие сыграла важную роль в истории Венесуэлы второй половины XX века. Впервые к власти она пришла во время первого демократического периода Венесуэлы (1945—1948). После десятилетия военной диктатуры (1948—1958), во время которого Демократическое действие было запрещено и действовало в изгнании, партия вновь пришла к власти. В период с 1958 по 1998 год семь раз президентами Венесуэлы становились представители Демократического действия, в том числе пять раз побеждая на всеобщих выборах. К концу 1990-х годов доверие к партии значительно упало, в основном из-за коррупции и бедности, ставшими настоящим бедствием для венесуэльцев за время правления двух последних выбранных от партии президентов, а именно Хайме Лусинчи (1984—1989) и Карлоса Андреса Переса (1989—1993). Особенно сильный удар по репутации Демократического действия нанёс Перес, который в 1993 году был отрешён от должности за коррупцию и провел несколько лет в тюрьме. После прихода к власти в 1998 году Уго Чавеса, Демократическое действие в течение 17 лет находилось в оппозиции.
Первоначально Демократическое действие было левой социалистической (но также довольно антикоммунистической) партией, занимавшей левонационалистические, прогрессивные и антиимпериалистические позиции. Постепенно партия стала более умеренной, сместившись к центру, в 1980-х годах окончательно став формально социал-демократической партией, проводившей неолиберальную экономическую политику.

## История

### Ранние годы
Предшественником Демократического действия можно считать организацию Революционная группировка левых (исп. Agrupación Revolucionaria de Izquierda, ARDI), основанную в 1931 году в Колумбии группой венесуэльских политэмигрантов во главе с Ромуло Бетанкуром. В 1936 году ARDI преобразована в Движение венесуэльской организации (исп. Movimiento de Organización Venezolana, ORVE), которое затем вошло в состав Национальной демократической партии (исп. Partido Democrático Nacional, PDN). В 1941 году новый президент Венесуэлы бригадный генерал Исайас Медина Ангарита в рамках политики демократизации легализовал все политические партии. 13 сентября того же 1941 года Бетанкур, Ромуло Гальегос, Андрес Элой Бланко, Луис Бельтран Прието Фигероа, Хуан Оропеза, Луис Ландер, Рауль Рамос, Медардо Медину, Энрике Х. Marin, Рафаэль Падрон, Фернандо Пеньяльвер, Луис Аугусто Дюбюк, Сезар Эрнандес, Хосе В. Эрнандес и Рикардо Монтилья основали новую политическую партию, названную ими Демократическое действие.
Среди основателей партии был ряд известных и популярных в Венесуэле деятелей. В частности, Гальегос был писателем и автором культового романа «Дона Барбара» (1929), а также министром образования (1936), депутатом Национального конгресса (1937—1940) и мэром Каракаса (1940—1941). Андрес Элой Бланко прославился по всей Венесуэле как поэт и юмористический писатель. Луис Бельтран Прието Фигероа в свои 39 лет успел получить докторскую степень в политических и социальных наук в Центральном университете Венесуэлы и стать сенатором (1936—1941).
18 октября 1945 года группа молодых офицеров венесуэльской армии, недовольных политикой Медина Ангариты и близких к Демократическому действию, организовала переворот, в результате которого к власти пришло правительство во главе с Ромуло Бетанкуром. В октябре 1946 года прошли выборы в Учредительное собрание Венесуэлы, победу на которых одержало Демократическое действие, набрав 78,4 % голосов и завоевав 137 из 160. В декабре 1947 года состоялись всеобщие выборы в Венесуэле, на которых партия получила 70,8 % голосов и абсолютное большинство мест в Национальном конгрессе, а её кандидат Ромуло Гальегос был избран президентом (74,3 % голосов). 24 ноября 1948 года в Каракасе произошёл военный переворот, в результате которого президент Гальегос был свергнут, а к власти пришла военная хунта в составе подполковников Карлоса Дельгадо Чальбо, Маркоса Переса Хименеса и Луиса Фелипе Паэса. Деятельность Демократического действия была запрещена, многие из основателей и членов партии были вынуждены покинуть Венесуэлу, вернувшись только после свержения диктатуры Переса Хименеса в 1958 году.

### Десять лет у власти
В январе 1958 года в результате всеобщей забастовки, организованной Патриотической хунтой, в состав которой входили представители Демократического действия, Компартии Венесуэлы, Демократического республиканского союза и Социал-христианской партии КОПЕЙ диктаторский режим пал. Первые после восстановления демократии всеобщие выборы партия выиграла, собрав чуть меньше половины голосов и на выборах в Конгресс и на выборах президента. В результате главой государства стал Бетанкур, а Демократическое действие получило абсолютное большинство мест в обеих палатах парламента. В том же 1958 году три ведущие партии Венесуэлы, Демократическое действие, Демократический республиканский союз (ДРС) и КОПЕЙ заключили пакт Пунто-Фихо, получивший своё название по городу в котором он был подписан. Целью межпартийного соглашения стало достижение устойчивости воссозданной в стране демократии через равное участие всех сторон пакта в работе правительства.
Возврат к гражданскому правлению и демократическим избирательным процедурам не принёс Венесуэле гражданского согласия. Во многом конфликты были спровоцированы внешней политикой президента Бетанкура, в том числе его поддержкой санкций против Кубы и её исключения из Организации американских государств (ОАГ). В то время как умеренные и правые круги ориентировались на США, левые предпочитали поддерживать кубинского лидера Фиделя Кастро и выражали недовольство вмешательством Вашингтона во внутренние дела Венесуэлы. Результатом стали два раскола Демократического действия. В 1960 году несколько исключённых из рядов правящей партии молодёжных лидеров и деятелей левого крыла, занимавших прокубинские позиции, организовали новую партию, названную Революционное левое движение (исп. Movimiento de Izquierda Revolucionaria — MIR). В 1962 году ещё одна группа деятелей левого крыла, недовольных политикой Бетанкура, вышли из ДД и основали партию Оппозиционное Демократическое действие (исп. AD-Oposición), позже переименованную в Революционную партию национальной интеграции (исп. Partido Revolucionario de Integración Nacionalista).
В том же 1962 году вторая по силе партия страны, Демократический республиканский союз, недовольная политикой президента Бетанкура, вышла из пакта Пунто-Фихо. В то же время КОПЕЙ осталась участником пакта, что фактически привело к формированию в Венесуэле двухпартийной системы.
В эти же годы в Венесуэле несколько раз предпринимались попытки убить президента Бетанкура или свергнуть его вооружённым путём. 24 июня 1960 года было совершено покушение на Бетанкура, в котором тот обвинил диктатора Доминиканской Республики Рафаэля Трухильо. 26 июня 1961 года подавлена попытка военного восстания. В 1962 году леворадикальная группировка Вооружённые силы национального освобождения (исп. Fuerzas Armadas de Liberación Nacional — FALN), недовольная твёрдой позицией Бетанкура против Кастро, в частности, изгнанием Кубы из (ОАГ), организовала ряд военных восстаний. Властям удалось подавить эти выступления, после чего деятельность Революционного левого движения и Компартии была запрещена, а их руководители арестованы. В сельских районах, однако, партизанская война продолжалась до 1968 года. В ноябре 1963 года, незадолго до очередных выборов, власти объявили о раскрытии кубинского заговора с целью свержения правительства Венесуэлы.
Несмотря на расколы, народные волнения и партизанские акции, Демократическому действию удалось победить на всеобщих выборах 1963 года, тем самым сохранив доминирующие позиции в политической жизни страны. Преемник Бетанкура, председатель Национального конгресса и один из лидеров венесуэльских масонов Рауль Леони смог стать президентом, хотя и получил менее трети голосов избирателей (32,8%). Новый президент пытался активно привлекать в правительство независимых политиков и представителей других партий. Леони пришлось столкнуться с оппозицией в рядах своей партии, а также с выходом из неё некоторых влиятельных членов. Также в стране продолжалась борьба с партизанским движением, возглавляемым коммунистами. Несмотря на определённые успехи в развитии экономики и инфраструктуры, а также улучшение положения бедных, рейтинг Демократического действия продолжал снижаться.
Всеобщие выборы 1968 года закончились для партии неоднозначно. С одной стороны, ей удалось сохранить относительное большинство мест в обеих палатах парламента, но на президентских выборах впервые в истории победу одержал кандидат социал-христианской партии КОПЕЙ доктор Рафаэль Кальдера. Во многом причиной поражения партии стали серьёзные внутренние проблемы, спровоцированные Бетанкуром. В 1967 году для определения преемника Леони были проведены праймериз, победителем которых стал Президент венесуэльского Сената и председатель Демократического действия Луис Бельтран Прието Фигероа. Но всесильному Ромуло Бетанкуру и его сторонникам, считавшим Прието Фигероа слишком левым, удалось добиться выдвижения в президенты Гонсало Барриоса. После этого Прието Фигероа и значительное число его сторонников отделились и сформировали партию Народное избирательное движение (исп. Movimiento Electoral del Pueblo), которое приняло участие в выборах 1968 года, оттянув на себя часть голосов Демократического действия.

### 30 лет двухпартийной системы
В оппозиции Демократическое действие находилось недолго и вернулась к власти уже в 1973 году. Новый лидер партии, Карлос Андрес Перес, ранее секретарь президента Бетанкура, а затем министр внутренних дел в его правительстве (1959—1964), смог одержать убедительную победу на всеобщих выборах, получив 48,7 % голосов при рекордной явке, составившей 97% от общего числа зарегистрированных избирателей. Перес одним из первых среди венесуэльских политиков воспользовался услугами американских PR-специалистов. С их подачи во время предвыборной кампании он посетил почти все более или менее заметные населённые пункты страны, пройдя пешком свыше 5800 км. На выборах в Национальный конгресс Демократическое действие также выступило очень удачно, почти в полтора раза увеличив своё представительство в обеих палатах парламента и впервые с выборов 1958 года получив абсолютное большинство.
Возвращение партии к власти совпало с нефтяным кризисом 1973 года, приведшем к резкому росту цен на главный экспортный товар Венесуэлы — нефть. Во многом благодаря этому первый президентский срок Переса оказался успешным в экономическом плане. Полученные от продажи подорожавшей нефти средства вкладывались в развитие экономики, масштабные инфраструктурные проекты и социальные программы. Повышению доходов государства способствовали национализация железорудных компаний (1975), нефтяной промышленности (1976) и железных дорог. Вырос авторитет Венесуэлы на международной арене.
Однако под конец первого срока полномочий Переса репутация политика была запятнана обвинениями в чрезмерных и беспорядочных государственных расходах. Его администрацию нередко называли Саудовской Венесуэлой за грандиозные и подчас экстравагантные проекты. Кроме того, звучали обвинения в коррупции и торговле влиянием, часто с участием членов «ближнего круга» президента, куда, например, относили его любовницу Сесилию Матос, а также спонсоров его предвыборной кампании. На позиции партии также повлиял и конфликт Переса со своим бывшим наставником экс-президентом Ромуло Бетанкуром и рядом других влиятельных деятелей Демократического Действия. В результате к выборам 1978 года у многих избирателей уже сложилось мнение, что страна тратит нефтедоллары не надлежащим образом. Сельскохозяйственное производство в Венесуэле находилось в стагнации, государственный долг значительно вырос, увеличилось социальное расслоение. Эти факторы обусловили поражение партии на президентских выборах 1978 года. Кандидат Демократического действия Луис Пинейро Ордас хоть и смог набрать 43,3 % голосов, всё же пропустил вперёд представителя оппозиционной партии КОПЕЙ Луиса Эррера Кампинса.
К всеобщим выборам 1983 года Венесуэла оказалась в глубоком экономическом кризисе, что помогло Демократическому действию вернуться к власти. В результате кандидат партии Хайме Рамон Лусинчи, сенатор от штата Ансоатеги, одержал убедительную победу, набрав 58,4 % голосов. Также партии удалось получить абсолютное большинство в обеих палатах парламента. Для стабилизации экономики, сокращения государственных затрат и внешней задолженности Лусинчи пришлось ввести в стране режим жёсткой экономии. Продолжающийся экономический спад, обесценивание национальной валюты, высокая инфляция и коррупционные скандалы усугубили кризис политической системы. В 1993 году Лусинчи был обвинён в коррупции и подвергся судебному преследованию, так как Верховный суд нашёл доказательства коррупции с его стороны. Экс-президенту пришлось бежать в Коста-Рику, а затем в Майами.
Несмотря на провальное окончание президентского срока Лусинчи партии удалось удержаться у власти. За выдвижение на пост президента от Демократического действия боролись экс-президент Андрес Перес и министр внутренних дел Октавио Лепаже, которого поддержал ещё не обвинённый в коррупции Лусинчи. Перес вначале победил на первичных выборах, а затем и на президентских, набрав 52,9 % голосов. В Национальном конгрессе Демократическому действию удалось сохранить лишь относительное большинство (48,26 % мест в Палате депутатов и 47,83 % мест в Сенате).
Придя к власти во второй раз, Перес стал проводить либеральную экономическую политику, известную как «Вашингтонский консенсус», так как она основывалась на рекомендациях Международного валютного фонда. В обмен на непопулярные реформы, включая повышение цен на бензин, страна получила кредит МВФ в размере $4,5 млрд. Политика Переса вызвала широкое недовольство беднейших слоев населения, тем более, что сотрудничество с фондом резко контрастировало с предвыборной риторикой политика, выстраивавшейся на популистских и антилиберальных тезисах. В результате уже на следующий год произошло Каракасо — массовые акции протеста в столице, жестоко подавленные властями. В 1992 году произошло два мятежа, один из которых возглавил подполковник Уго Чавес.
В ноябре 1992 года журналист Хосе Рангель обвинил главу государства в хищении значительных средств из фондов, которыми распоряжался лично президент. В ответ окружение Переса заявило, что деньги были использованы для поддержки избирательного процесса в Никарагуа. Но 20 марта 1993 года с аналогичным обвинением выступил уже генеральный прокурор Венесуэлы Рамон Эскобар Салом. 20 мая 1993 года Верховный суд признал выдвинутые обвинения обоснованными. В результате Карлос Андрес Перес был подвергнут процедуре импичмента по обвинению в коррупции, после чего эмигрировал в США. 21 мая 1993 года временным президентом Венесуэлы стал адвокат и политик Октавио Лепаже.
5 июня того же года новым президентом страны Национальный конгресс избрал писателя и политика Рамона Хосе Веласкеса. Он стал последним членом Демократического действия, занимавшим пост главы государства. На время правления Веласкеса пришёлся скандал с освобождением обвиняемого в наркоторговле Ларри Товара Акуньи, когда президент обвинил в подписании необходимых бумаг своего секретаря. Также произошёл крах Banco Latino с последующим уводом из страны значительных средств в иностранной валюте, взрыв подземного трубопровода в городе Лас-Техериас и решение правительства о введении налога на добавленную стоимость.
Серьёзный экономический и политический кризис, усугублённый обвинениями в коррупции в адрес двух президентов подряд, привёл к крушению пакта Пунто Фихо, который длительное время способствовал сохранению политической стабильности в Венесуэле. Вместе с пактом рухнула и двухпартийная система, сложившаяся в конце 1960-х годов. В результате на всеобщих выборах 1993 года новым президентом был избран бывший лидер КОПЕЙ Рафаэль Кальдера, который, создав свою партию Национальная конвергенция, смог опередить на выборах и кандидата своей бывшей партии и представителя Демократического действия. В Национальном конгресса партия осталась крупнейшей силой, но теперь у неё было менее трети мест.
20 марта 1997 года бывший президент Карлос Андрес Перес и некоторые из его сторонников покинули Демократическое действие и образовали левоцентристскую партию Движение открытия (исп. Movimiento Apertura). Единственным достижением новой партии стало избрание Переса в Сенат в 1998 году и завоевание трёх мест в Палате депутатов в том же году.
В 1998 году Клаудио Фермин, бывший мэр Каракаса и бывший кандидат в президенты от Демократического действия, формирует группировку «Обновление» (исп. Renovación), позже переименованную в «Национальное совещание» (исп. Encuentro Nacional), от имени которой выставил свою кандидатуру на президентских выборах в декабре того же года.
Кальдере не удалось разрешить тяжелейший экономический и политический кризисы, в котором уже не первый год жила Венесуэла, что создало предпосылки для прихода к власти в результате выборов 1998 года Уго Чавеса.

### В оппозиции Чавесу
На президентских выборах 1998 года Демократическое действие не стало выдвигать своего кандидата, поддержав вместе с КОПЕЙ лидера правоцентристской партии «Проект Венесуэла» Энрике Саласа Рёмера, который в итоге проиграл Уго Чавесу. На парламентских выборах Демократическое действие смогло занять первое место, получив относительное большинство мест в обеих палатах Национального конгресса.
В 1999 году состоялись выборы в Конституционную ассамблею. Для участия в них Демократическое действие вместе с КОПЕЙ, «Проектом Венесуэла» и партией «Конвергенция» образовали коалицию «Демократический полюс» (исп. Polo Democrático). Даже объединившись противники Чавеса потерпели поражение, сумев получить голосов в три раза меньше чем пропрезидентский блок и всего 4 места из 131.
В 2000 году Антонио Ледесма, мэр района Либертадор в Каракасе, на базе правого крыла Демократического действия создал социал-демократическую партию «Альянс смелых людей» (исп. Alianza Bravo Pueblo, ABP).
На президентских выборах 2000 года Демократическое действие вновь не стало выдвигать своего кандидата, поддержав губернатора штата Сулия Франсиско Ариаса Карденаса, некогда друга и соратника президента Венесуэлы Уго Чавеса. На выборах в однопалатное Национальную ассамблею Демократическое действие заняла второе место после пропрезидентской партии Движение за Пятую республику, получив 29 мест из 165, ещё четыре места были завоёваны в рамках альянса ДД—КОПЕЙ.
В 2001 году отделение Демократического действия в штате Нуэва Эспарта почти в полном составе вышло из партии. На его базе была создана региональная партия Передовое региональное движение (исп. Movimiento Regional de Avanzada, MRA).
Парламентские выборы 2005 года Демократическое действие наряду с ещё четырьмя ведущими оппозиционными партиями бойкотировала. В следующем 2006 году Демократическое действие решило не участвовать и в президентских выборах, несмотря на то что вся античавесовская оппозиция сплотилась вокруг губернатора штата Сулия Мануэля Росалеса (партия «Новое время»).
В 2010 году Демократическое действие приняло участие в парламентских выборах в составе оппозиционного блока «Круглый стол демократического единства» (исп. Mesa de la Unidad Democrática, MUD). Партии удалось завоевать 8 мест по мажоритарным округам, ещё 5 мандатов были получены по партийным спискам.
В 2012 году, в преддверии президентских выборов, Демократическое действие поддержало на праймериз оппозиции губернатора штата Сулия Пабло Переса Альвареса («Новое время»), но по итогам праймериз оппозиции её единым кандидатом стал губернатор штата Миранда Энрике Каприлес Радонски, лидер партии «За справедливость». В следующем 2013 году на досрочных президентских выборах партия, как и весь оппозиционный блок «Круглый стол демократического единства» вновь поддержала кандидатуру Энрике Каприлеса.
В парламентских выборах 2015 года Демократическое действие участвовало в составе блок «Круглый стол демократического единства». Впервые с 1998 года оппозиции удалось одержать победу над сторонниками покойного президента Уго Чавеса. В то время как оппозиционный блок получил 109 мест в Национальной ассамблее из 167, правящая Единая социалистическая партия Венесуэлы смогла завоевать лишь 52 мандата. Непосредственно от Демократического действия в Национальную ассамблею было избрано 25 депутатов, что позволило партии стать третьей силой в парламенте после ЕСПВ и «За справедливость». В Национальной ассамблее не входит в блок круглый стол , и оппозиционна к Мадуро.
Выдвинула кандидатов на пост губернатора в Гайане -Эссекибо на выборах 2025 года.

## Президенты от ДД
| № | № (Президент) | № (Срок) | Портрет | Президент           | Дата      | Способ избрания    | Профессия |
| - | ------------- | -------- | ------- | ------------------- | --------- | ------------------ | --------- |
| 1 | 1             | 1-й      |         | Ромуло Бетанкур     | 1945–1948 | Переворот          | Политик   |
| 2 | 2             | 1-й      |         | Ромуло Гальегос     | 1948—1948 | Победа на выборах  | Писатель  |
| 3 | 1             | 2-й      |         | Ромуло Бетанкур     | 1959–1964 | Победа на выборах  | Политик   |
| 4 | 3             | 1-й      |         | Рауль Леони         | 1964–1969 | Победа на выборах  | Адвокат   |
| 5 | 4             | 1-й      |         | Карлос Андрес Перес | 1974–1979 | Победа на выборах  | Политик   |
| 6 | 5             | 1-й      |         | Хайме Лусинчи       | 1984–1989 | Победа на выборах  | Врач      |
| 7 | 4             | 2-й      |         | Карлос Андрес Перес | 1989–1993 | Победа на выборах  | Политик   |
| 8 | 6             | 1-й      |         | Рамон Хосе Веласкес | 1993–1994 | Избран парламентом | Историк   |

Серебристым цветом выделены президенты, чьи полномочия были прерваны досрочно.